# 明德學院
明德學院（英語：Centennial College），是香港大學校務委員會核准，香港大學專業進修學院出資籌建的獨立學院。學院自負盈虧，自我授予學位，2015年設立商業個案研究業務，2016年舉辦國際學術會議。香港大學專業進修學院負責學院的人事管理、招生和財務事宜。由於收生長期不足，導致學院陷入財困，由2019年9月起將停止收生，校方原定擬於2021/22學年停辦，後來決定於香港大學附屬學院合併。

## 歷史

### 籌建計劃
為應付新高中學制交接期間畢業生增多，香港特別行政區政府教育局極力敦促香港大學開辦私立大學課程，當時香港大學專業進修學院踴躍參與。最初計劃明德學院由香港大學專業進修學院擁有，但香港大學堅持學院獨立辦學。香港大學校務委員會前委員憶述，2009至2010年正值香港大學將成立100周年，有熱心校友積極推動成立一所附屬香港大學的私立大學。此計劃在香港大學校務委員會審議時有諸多爭論，有委員對香港高等教育市場的前景表示樂觀，亦有委員質疑學院非由香港大學頒發學位，缺乏吸引力。最終計劃獲得校務委員會核准，並遴選校長，期望可以借助他與香港大學的深厚關係，提升知名度，吸引學生。香港大學專業進修學院還舉辦不少集思會，邀請各界就課程設計提出意見。香港大學專業進修學院出資港幣8,800萬元，另以年息2厘分期貸款港幣1億元予學院辦學。創校時，香港大學專業進修學院根據服務協議支援學院之管理。

#### 中央意見分歧
香港《壹週刊》報道，明德學院辦學前，香港大學教務委員會召開會議。委員擔心學院學額過多，難保證質素，令「香港大學」品牌貶值。雖然香港大學校長支持辦學，但校長轉述委員意見予香港大學專業進修學院董事局主席時，觸動主席的神經。
另一方面，香港《星島日報》報導，香港大學專業進修學院董事局早有成立學院之共識，但辦學並不順利。董事局主席就學院課程、管理、運營經費等問題，與兼任董事局委員的香港大學校長意見相左。二人最大歧見為香港大學應否頒授學院學位；主席堅持要「香港大學」金漆招牌作招徠，但校長猶豫不決，主席因而不滿校長的管理作風。最終決定明德學院自我頒授學位。

#### 羅兵咸永道顧問報告
香港《明報》報導，明德學院辦學前，香港大學委託羅兵咸永道會計師事務所預測明德學院之營運，並提交報告。報告認為香港升讀大學人數將由2012年近8萬跌至2020年5萬，屆時市場競爭激烈。學院以平均每班25人計算成本，較香港其他自資院校每班學生中位數21人為多。學院只以1.88億港元辦學似乎不合理，2027年才收回成本。

#### 院校評審及註冊
明德學院委託香港學術及職業資歷評審局進行院校評審，評核學院的整體學術環境是否適宜開辦學位課程。評審於2011年11月完成，院校評審報告確定學院符合標準。於10月，學院擬開辦的專業會計（榮譽）學士課程通過了評審局的課程評審。鑒此，香港特別行政區行政長官會同行政會議在2012年1月10日的會議上，批准學院在依據《專上學院條例》註冊後，使用「明德學院」為其中文名稱，並就擬開辦的此課程頒授學位。教育局常任秘書長於2月批准學院依據《專上學院條例》進行註冊。學院擬開辦的文學士（榮譽）課程同月通過評審局的課程評審，署理行政長官會同行政會議在4月17日的會議上，批准學院就擬開辦的此課程頒授學位。

### 辦學時期

#### 臺灣採認2015年起頒發之學士學位
中華民國教育部公告修正《香港專科以上學校認可名冊》，增列「明德學院」。於2015年3月4日起畢業者，在臺灣地區得依《香港澳門學歷檢覈及採認辦法》辦理學歷採認。

#### 香港鐵路車站燈箱廣告
香港當代文化中心總監於《am730》撰文批評明德學院的香港鐵路車站燈箱廣告「加強公眾對性別的誤解和二元對立」，並認為自資專上教育界別縱使有天大的財政壓力「也不能用這樣低俗和政治不正確的方法做宣傳」。

#### 中國內地非法招生問題
香港《蘋果日報》報導，香港特別行政區政府教育局涉嫌嚴重疏忽，令包括明德學院在內的8間自資專上院校一直在中國內地非法招生，直至2015年10月教育局向各校釐清規定時，令業界震驚。教育局在同月按中华人民共和国教育部的要求，提醒學院在獲得教育部同意前，不應開展招收中國內地學生工作及相關宣傳活動。現時，教育部未同意學院在中國內地招生，但根據《內地與香港關於相互承認高等教育學位證書的備忘錄》，已獲得由明德學院頒發的學士學位者，可以申請攻讀中國內地高等學校的碩士或博士學位。

#### 財政困難與中央援助方案
明德學院招生一直遜於預期目標，學費收入不足，帳目虧損，出現財政困難。《香港01》於2016年4月28日引述消息指出，香港大學和香港大學專業進修學院商議對策，曾考慮停業，又擔心停業影響香港大學形象，決定由香港大學專業進修學院「全面協助」營運，要求校務委員會主席下臺。最終學院信託人和校董會於5月3日一致決定由香港大學專業進修學院在管理上承擔更大責任，負責學院的人事管理、招生和財務事宜。校務委員會主席和校長獲准請辭。《香港01》引述消息人士指出，學院花費鉅大，校長設立行政部門與香港大學專業進修學院提供的行政支援重疊，又以高薪聘請教職員，入不覈支，在商言商應結束營業。但考慮師生前途後，現行方案已屬最好。消息人士認為，創校前羅兵咸永道顧問報告已指出營運風險，但香港大學仍堅持創校，為此應予問責。
校務委員會主席在5月8日接受訪問，坦承學院一直收生不足，2015年又獲悉校舍須在2018年交還香港大學專業進修學院使用，而且香港大學專業進修學院還有港幣7,500萬元貸款尚未交出，香港大學因此在2月建議學院停止招生，學院校董會及校務委員會在3月中駁回建議。但主席否認學院「財政困難」之說，他表示學院即使每年虧損港幣1,200至1,500萬元，仍有港幣1.2億元財政儲備金，其中港幣6,000萬元屬於可動用儲備。此外香港大學專業進修學院在2011年承諾分期貸款港幣1億元，其中港幣7,500萬元尚未借出，認為港幣6,000萬元足夠學院運營4至5年，沒有即時的財政困難。
香港《蘋果日報》引述學院的財務報告，學院在2015/16年度虧損港幣2,305萬元，虧損累計逾港幣1.6億元。這年度的開支包括了支付港幣約573萬元的補償金予請辭的校長。

#### 課程評審及覆審
香港學術及職業資歷評審局在2017年2月發出評審報告，指示明德學院須展示其監管社會科學（榮譽）學士及文學士（榮譽）兩課程的評核之評分及評等的有效性，以確保評分及評等是基於準則並進行水平參照，及確保有關政策在學院貫徹執行。學院須在2018年3月1日或之前向評審局提交報告和有關證據，以滿足前述要求。
學院須就其教學場地的使用權，在2018年至2022年，每年的3月1日向評審局提交年度報告。報告須包括但不限於：薄扶林校舍作為教學場地的最新狀況；各課程的新生數目及學生總數，和各課程的財政信息；以及參照前述資料後，在課程評審資格有效期的剩餘年期使用的校舍和財政資源的最新計劃，以向評審局保證各課程在授課時提供令人滿意的學習環境。

#### 免入息審查資助計劃
香港特別行政區政府「為修讀香港自資學士學位課程學生提供的免入息審查資助計劃」自2017/18學年起適用於學院的合資格課程，在正常修業期提供每年港幣3萬元的資助給合資格的新舊生。政府基於實際在讀人數發放資助，有關學生應支付扣除資助額後的學費。

### 財困停辦及合併

#### 尋求入股及注資的計劃告吹
明德學院自開辦以來一直收生不足，在2018年已錄得1.6億港元的虧損，該校因此尋求合作夥伴入股及注資，保良局曾經與該校接洽，保良局在香港經營有24間幼稚園，該局希望透過入股明德學院，並在該學院開辦幼兒教育學位課程，為旗下的幼稚園培訓「自己教師」，並計劃進一步開設醫護相關的課程，然而明德學院從未開辦幼教課程，故此須要先開辦幼兒教育高級文憑，待有第一屆畢業生後，才可申請開辦幼兒教育學士學位課程，前後要通過兩次審批，預料最少需花3至4年時間方可開辦幼教學位課程，但因為越來越多香港專上院校也在開辦幼教課程，幼教學位的收生競爭將會越來越激烈，明德學院要在數年後才可開辦幼兒教育學士學位課程，在競爭上恐會落於劣勢，尋求合作及注資的計劃因而告吹。

#### 停止招生
《明報》引述《星島日報》報導，明德學院因收生不足陷入財困，打算於2019年9月起停止收生，最快於2021/22學年停辦。現有學生可選擇留校至畢業，又或轉到香港大學專業進修學院（HKUSPACE）其他屬校繼續學業。

#### 與香港附屬學院合併
港大校委會通過，將會在2024年前，把港大附屬學院，與明德學院合併，並擬於五年內開辦十八個學士學位課程。

## 歷任校長
- 李焯芬（2012年3月7日－2013年3月31日）（署任）
- 麥培思（本名：John Graham Malpas，2013年4月1日－2016年5月4日）
- 李經文（2016年5月4日－現時）

## 校舍
香港大學專業進修學院透過香港大學與香港特別行政區政府教育局局長取得香港薄扶林華林徑3號物業的租約協議作校舍之用，物業月租為港幣1元，2009年9月30日生效，為期10年。香港特別行政區立法會財務委員會核准免息貸款港幣4,034.4萬元予香港大學翻新該物業，還款期止於2022年2月3日。
2011年12月，明德學院獲香港大學專業進修學院同意，向教育局申請暫時使用該校舍辦學，為期3年，直至2014/15學年結束。教育局審閱學院的教育發展建議書，並考慮到學院符合批地計劃的申請資格，以及香港大學專業進修學院當時已為其商業處所租約續期以容納學生，教育局常任秘書長遂批准學院暫時使用該校舍直至2015年8月31日，以作為一項過渡安排。當時學院每年以港幣560萬元向香港大學專業進修學院租用該校舍。2015年1月，學院在香港大學專業進修學院的支持下，向教育局申請延長使用該校舍多3年至2018年8月31日。2015年6月，為盡量減低對當時於香港大學附屬學院及明德學院就讀的學生的影響，一名教育局副秘書長批准有關的延期申請。
目前，教育局批准學院與香港大學專業進修學院於2018/19學年共用該校舍，並保持緊密聯繫，跟進2018/19學年後的校舍安排。

## 營運數據

### 收生人數
以下是該校全日制專上課程的實際收生人數：
| 學年    | 第一年級學士學位        | 銜接學位                | 備註                                                                                           |
| ------- | ----------------------- | ----------------------- | ---------------------------------------------------------------------------------------------- |
| 2012/13 | 231人                   | 54人                    |                                                                                                |
| 2013/14 | 154人                   | 77人                    |                                                                                                |
| 2014/15 | 105人                   | 119人                   |                                                                                                |
| 2015/16 | 75人                    | 62人                    | HKU SPACE 接管後首年學士學位，預計收生440個，最終75人入讀。                                    |
| 2016/17 | 25人                    | 10人                    |                                                                                                |
| 2017/18 | 33人                    | 29人                    | 該校第一年級學士學位課程，原預計收生145人，最終33人入讀，銜接學位預計收生105人，最終29人入讀。 |
| 2018/19 | 21人                    | 16人                    |                                                                                                |
| 2019/20 | （2019年9月起停止收生） | （2019年9月起停止收生） | （2019年9月起停止收生）                                                                        |

### 收生成績
|                          | 2013/14學年 | 2014/15學年 | 2015/16學年 | 2016/17學年 | 2017/18學年 |
| 文學士（榮譽）課程       | 17分        | 16分        | 16分        | 14分        | 15.6分      |
| 專業會計（榮譽）學士課程 | 17分        | 15分        | 16分        | 20分        | 16.4分      |
| 社會科學（榮譽）學士課程 |             |             |             |             | 18分        |

### 自資營運項目基金
| 2011/12年度      | 2012/13年度      | 2013/14年度   | 2014/15年度     | 2015/16年度     |
| ---------------- | ---------------- | ------------- | --------------- | --------------- |
| 港幣-1,752.9萬元 | 港幣-2,620.5萬元 | 港幣3,222萬元 | 港幣3,385.3萬元 | 港幣4,113.8萬元 |

### 香港學生學費
|       | 2012/13至2014/15學年入學 | 2015/16學年起入學 |
| 第1年 | 港幣8.2萬元              | 港幣8.9萬元       |
| 第2年 | 港幣8.2萬元              | 港幣8.9萬元       |
| 第3年 | 港幣9.2萬元              | 港幣9.9萬元       |
| 第4年 | 港幣9.2萬元              | 港幣9.9萬元       |
| 合計  | 港幣34.8萬元             | 港幣37.6萬元      |

### 收入
|          | 2012/13學年                   | 2013/14學年               | 2014/15學年                   | 2015/16學年                |
| 報名費   | 港幣4.5萬元                   | 港幣8.625萬元             | 港幣8.895萬元                 |                            |
| 留位費   | 港幣118.5萬元（港幣38.5萬元） | 港幣176萬元（港幣59萬元） | 港幣107.5萬元（港幣28.5萬元） | 港幣77萬元（港幣22.5萬元） |
| 留位費   | （）申請人放棄的留位費        |                           |                               |                            |
| 首期學費 | 港幣1,259.2萬元               | 港幣1,019.6萬元           | 港幣1,024.4萬元               | 港幣658.045萬元            |

### 公費援助項目
| 年度                        | 核准機構                     | 項目                             | 項目                 | 內容                                                             | 港幣金額            |
| --------------------------- | ---------------------------- | -------------------------------- | -------------------- | ---------------------------------------------------------------- | ------------------- |
| 2012年8月1日至2014年7月31日 | 大學教育資助委員會           | 第六輪配對補助金計劃             | 第六輪配對補助金計劃 | 第六輪配對補助金計劃                                             | 6,200萬元           |
| 2013/14                     | 香港特別行政區政府           | 自資專上教育基金                 | 質素提升支援計劃     | 發展職業規劃及支援服務                                           | 194.42萬元          |
| 2014/15                     | 大學教育資助委員會研究資助局 | 本地自資學位界別競逐研究資助計劃 | 院校發展計劃         | 建立管理學個案研究中心                                           | 1,428.0002萬元      |
| 2014/15                     | 大學教育資助委員會研究資助局 | 本地自資學位界別競逐研究資助計劃 | 教員發展計劃         | 珠江三角洲之跨境交易與地下經濟                                   | 90.3233萬元         |
| 2014/15                     | 香港特別行政區政府           | 自資專上教育基金                 | 質素提升支援計劃     | 增強學生學術範疇的英語應用能力：學術英語課程中應用混合式教學方法 | 156.8萬元           |
| 2015/16                     | 大學教育資助委員會研究資助局 | 本地自資學位界別競逐研究資助計劃 | 院校發展計劃         | 建立跨學科研究及知識交流平台                                     | 590萬元             |
| 2015/16                     | 大學教育資助委員會研究資助局 | 本地自資學位界別競逐研究資助計劃 | 教員發展計劃         | 香港市區公園鳥類群聚在1996與2016兩年之內的比較研究               | 39.2806萬元         |
| 2015/16                     | 大學教育資助委員會研究資助局 | 本地自資學位界別競逐研究資助計劃 | 教員發展計劃         | 香港大學生口頭英語學術研究                                       | 54.05萬元           |
| 2016/17                     | 大學教育資助委員會研究資助局 | 本地自資學位界別競逐研究資助計劃 | 教員發展計劃         | 瑞典華人移民家庭的性別互動與實踐                                 | 79.8494萬元（退出） |
| 2016/17                     | 香港特別行政區政府           | 自資專上教育基金                 | 質素提升支援計劃     | 英才網                                                           | 2,041.8243萬元      |
| 2017/18                     | 大學教育資助委員會研究資助局 | 本地自資學位界別競逐研究資助計劃 | 教員發展計劃         | 探討手機遊戲使用者的感知意向及意動行為                           | 67.6738萬元         |

## 升格大學的進度
| 路線 | 達標情況（日期）  |
| --- | ----------------- |
| 至少在三個範疇獲得學科範圍評審資格，而有關資格可以是相關學科範圍下的子範圍，但必須分屬不同的學科範圍                                                       |                   |
| 展示若干程度的研究能力，成功獲得公帑資助計劃下與研究有關的資助                                                                                             | （2014年8月29日） |
| 在緊接申請大學名銜前連續兩個學年，其修讀學位課程的學生人數（相等於全日制學生人數）最少達1,500人                                                            |                   |
| 獲取香港學術及職業資歷評審局院校評審資格，以證明有關院校在管治及管理、財政可持續性、學術環境、質素保證及研究能力方面，基本上已有能力達到一所大學應有的水準 |                   |

## 外部連結
- 官方网站